# Malmö stads historia
Malmö stads historia är ett bokverk som omfattar åtta band och utgavs under åren 1971 till 1994 på uppdrag av stadsfullmäktige i Malmö stad.

## Bakgrund
År 1953 inlämnades en motion till stadsfullmäktige om "att stadsfullmäktige måtte tillsätta en kommitté, bestående av förslagsvis fem personer, med uppgift att ombesörja utarbetande och utgivning av en modern Malmö stads historia". Denna motion  var undertecknad av S.A. Johansson, Carl-Axel Nilsson, Herman Ericsson, Thorild Dahlgren, Gösta Jacobsson, Calle Ljungbeck och Torsten Hülphers. 
I mars 1954 tillsattes en kommitté vilken bestod av Oscar Stenberg, ordförande, samt Allan Bergstrand, Ingeborg Heintze, Einar Nordqvist och Thorild Dahlgren, vilken företog en utredning och 1957 föreslog drätselkammaren stadsfullmäktige att tillsätta en redaktionskommitté för utgivning av ett historieverk på 5 à 6 delar på sammanlagt högst 3 000 sidor. En redaktionskommitté, med Oscar Bjurling som huvudredaktör, tillsattes vilket sedermera resulterade i utgivningen av nedanstående volymer.

## Del 1 (1971)
- Bengt Salomonsson: Malmötraktens förhistoria
- Lennart Tomner: Malmö stads historia före 1500: De strödda dokumentens vittnesbörd
- Einar Bager: Malmö byggnadshistoria till 1820

## Del 2 (1977),ISBN 91-7004-082-6
- Lennart Tomner: Stadens historia 1500–1658
- Hans Ersgård: Stadens historia 1658–1718
- Olle Helander: Stadens historia 1719–1820

## Del 3 1820–1870 (1981),ISBN 91-7004-098-2
- Oscar Bjurling: Småstaden blir stor
- Pär-Erik Back: Malmö stads förvaltning 1820–1870
- Inge Svensson: Hantverk och industri jämte levnadsförhållanden och arbetsmarknad i Malmö under perioden 1820–1870
- Gunnar Fridlizius: Handel och sjöfart – förändringens tid

## Del 4 1870–1914 (1985),ISBN 91-7810-402-5
- Oscar Bjurling: Inte blott av bröd
- Oscar Bjurling: Stad i utveckling
- Gunnar Fridlizius: Från spannmålstunnor till smördrittlar. Handel och sjöfart 1870–1914

## Del 5 1914–1939 (1989),ISBN 91-7970-793-9
- Oscar Bjurling: Kultur och okultur i krig och fred
- Pär-Erik Back: Från kommunalreform till världskrig
- Bo Malmsten: Från världskrig till världskrig
- Bengt Åke Häger: I skuggan av världskrig och världskris
- Oscar Bjurling: Handel och sjöfart i Malmö

## Del 6 1939–1990 (1992),ISBN 91-630-1398-3
- Henrik Ranby: Stadsplanering och arkitektur efter 1820
- Bengt Holmström: Litteraturens Malmö
- Ingvar Claeson: Bildkonst i Malmö
- Ragnar Gustafson: Thalia och hennes systrar
- Paul-Christian Sjöberg: Den klassiska musiken
- Christer Borg: På dansgolvet, krogscenen och jazzklubben
- Magnus Gertten: Den alternativa kulturen
- Peter Billing, Tomas Peterson, Mikael Stigendal: Idrott och samhälle i Malmö under 100 år

## Del 7 1939–1990 (1994),ISBN 91-630-2847-6
- Rolf Ohlsson: I kranens tidevarv
- Oscar Bjurling: Handel och sjöfart under ett halvsekel
- Bo Malmsten: Den kommunala förvaltningen i Malmö
- P.D. Lindeberg: Andligt liv i Malmö
- Lars Hamberg: Massmedia

## Del 8 Register (1994),ISBN 91-630-3188-4
- Innehållsförteckning del 1–7
- Stadsfullmäktige/Kommunfullmäktige
- Nämnder (Bolag), Förvaltningschefer
- Register

## Del 9:I 1990–2020 (2020),ISBN 9789187875441
- Turning Torsos tidevarv
- Malmö i förändring
- Nya silhuetter – förändringen tar form

## Del 9:II  1990–2020 (2020),ISBN 9789187875458
- Lärdom och kunskap
- Kultur och fritid
- Idrotten i Malmö
- Register och förteckningar